# Carolo-Cup
Der Carolo-Cup war ein jährlich ausgetragener, internationaler Hochschul-Robotikwettbewerb für autonom fahrende Modellfahrzeuge im Maßstab 1:10. Der Cup wurde von der Technischen Universität Braunschweig von 2008 bis 2022 veranstaltet. Nachfolgeveranstaltung ist die CAuDri-Challenge.

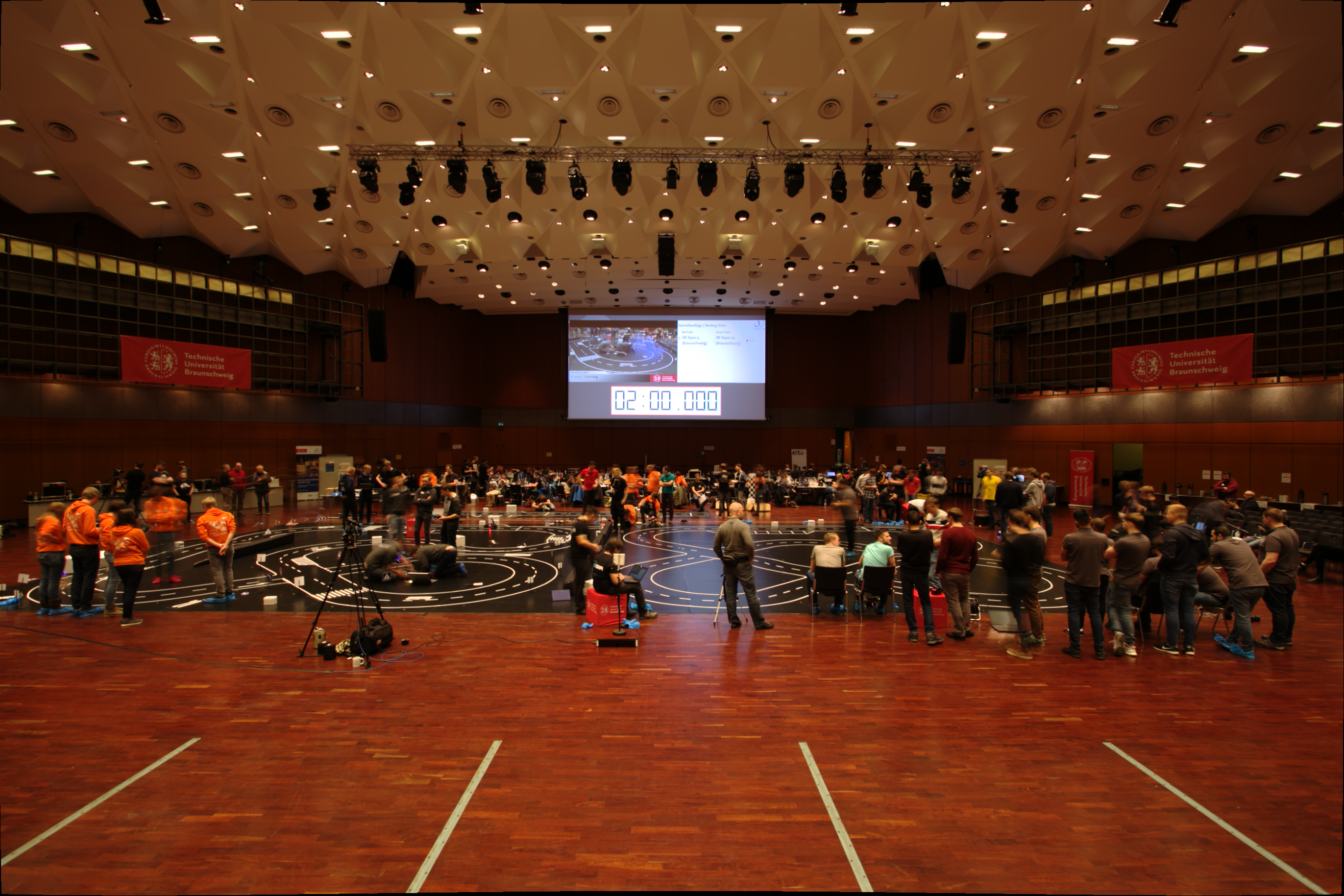
Freies Training in der Stadthalle Braunschweig

Das von den Studenten vorab gefertigte Modellfahrzeug wurde bezüglich technischer und wirtschaftlicher Aspekte von einer Expertenjury aus Wissenschaft und Industrie bewertet und musste verschiedene, an realistische Szenarien angelehnte, Fahraufgaben möglichst schnell und fehlerfrei absolvieren. Seit dem ersten Carolo-Cup wurden zusätzliche Herausforderungen, wie Kreuzungen, Fußgängerinseln und das Erkennen von Verkehrszeichen, hinzugefügt. Neben deutschen Hochschulgruppen nahmen im späteren Verlauf auch internationale Teams, zum Beispiel aus Polen und China teil. Um neuen Teams den Einstieg zu erleichtern, wurde der Basic-Cup geschaffen. Vor 2018 existierte zudem der „Junior-Cup“, in dem Schülergruppen gegeneinander antraten.

## Disziplinen
Grundsätzlich wird zwischen den statischen Disziplinen, bei denen die technischen Herangehensweisen präsentiert werden, und den dynamischen Disziplinen, bei denen das Fahrzeug eine Strecke abfährt, unterschieden.

### Bis 2017
- Static Event (Statische Disziplinen)
  - S1: Presentation and Overall Concept (Präsentation und Gesamtkonzept, 150 Punkte)
  - S2: Technical Approaches (Technische Lösungsansätze, 150 Punkte)
- Dynamic Events (Dynamische Disziplinen)
  - D1: Parking (Einparken, 200 Punkte)
  - D2: Free Driving w/o obstacles (Rundstrecke ohne Hindernisse, 250 Punkte für das beste Team)
  - D3: Obstacle Evasion Parcours (Rundstrecke mit Hindernissen, 300 Punkte für das beste Team)

### Ab 2018
- Static Event (Statische Disziplinen)
  - S1: Presentation and Overall Concept (Präsentation und Gesamtkonzept, 150 Punkte)
  - S2: Technical Approaches (Technische Lösungsansätze, 150 Punkte)
- Dynamic Events (Dynamische Disziplinen)
  - D1: Free Drive and Parking (Freie Fahrt mit Einparken, 300 Punkte für das beste Team)
  - D2: Obstacle Evasion Course (Rundstrecke mit Hindernissen, 400 Punkte für das beste Team)

## Regelwerk (ab 2018)
Im Folgenden ist das Regelwerk für den Cup ab 2018 kurz zusammengefasst.

### Anforderungen an das Fahrzeug

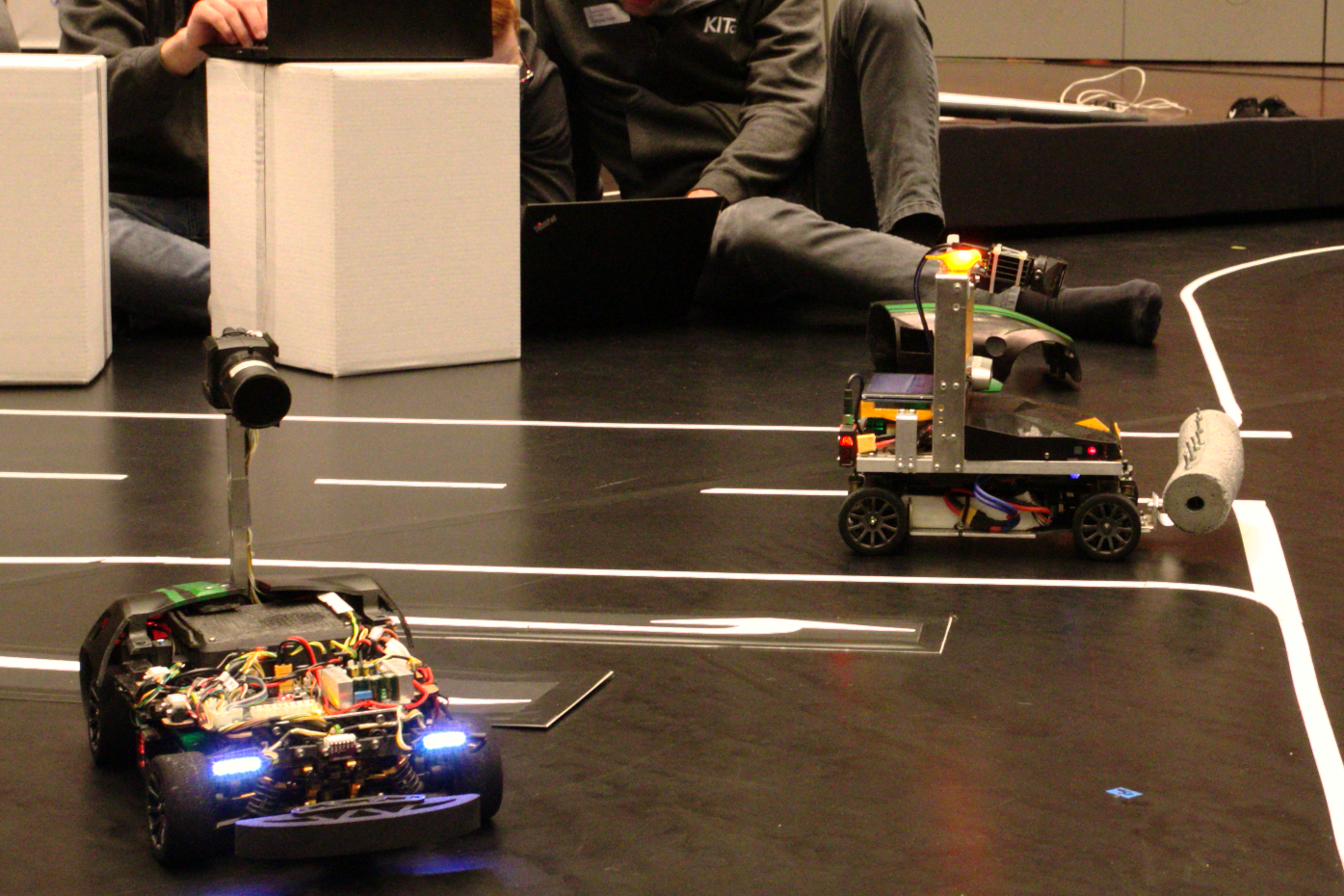
Fahrzeuge beim Carolo-Cup 2019

Das Fahrzeug muss von den studentischen Teams selbst entwickelt werden. Kooperationen mit der Industrie sind jedoch zulässig und üblich. Angetrieben werden muss das Fahrzeug mit einem elektrischen Motor. Zur Energieversorgung sind Akkumulatoren vorgeschrieben. Diese dürfen zwischen den einzelnen Disziplinen getauscht werden. Das Fahrzeug basiert auf einem vierrädrigen 1:10-Chassis. Der Radstand misst mindestens 200 Millimeter, die Spurweite mindestens 160 Millimeter. Das Fahrzeug darf nicht breiter und nicht höher als 300 Millimeter sein.
Gefahren wird mit Gummi- oder Schaumstoffreifen. Mindestens eine der beiden Achsen muss lenkbar sein.
Sensoren zur Erfassung der Umgebung dürfen frei gewählt werden. Üblich sind zum Beispiel Kameras, Ultraschallabstandssensoren, Triangulationssensoren usw. Aktive Sensoren müssen sicher sein. Insbesondere Lasersensoren dürfen nur bis zur Klasse 2 eingesetzt werden.
Falls das Fahrzeug grobe Fehler begeht, muss es mit einer Fernbedienung zum Stillstand gebracht werden und gefahren werden können. Der Einsatz der Fernbedienung muss mit einer blau-blinkenden LED deutlich angezeigt werden.
Das Auto muss mit realistischen Lichtern ausgestattet sein, d. h. es sind Bremslichter, Abblendlichter und Fahrtrichtungsanzeiger vorgeschrieben.

### Statische Disziplin
In einem 20-minütigen Vortrag mit anschließender Fragerunde wird kurz das Team und anschließend das Fahrzeug einer Fachjury vorgestellt.

### Dynamische Disziplin: Freie Fahrt mit Einparken
In dieser Disziplin wird auf einem einer Landstraße nachempfundenen Kurs gefahren, der neben der zweispurigen Strecke u. a. aus Kreuzungen und Parkbuchten besteht. Ziel ist es, während der vorgegebenen Fahrzeit von zwei Minuten auf der Strecke eine möglichst große Distanz zurückzulegen. Während der Fahrzeit dürfen Parkversuche unternommen werden. Bis zu zwei erfolgreiche Parkversuche werden mit einem Multiplikator der insgesamt gefahrenen Distanz belohnt. Bei groben Fehlern darf mit der Fernbedienung des Fahrzeugs eingegriffen werden, was entsprechend bestraft wird.
Jedes Team startet mit einem Multiplikator von 1.0. Dieser kann durch erfolgreiche Parkmanöver (max. zwei Mal) um 1.0 erhöht werden. Bei einem fehlgeschlagenen Startversuch wird 0.5 vom Multiplikator abgezogen (max. ein Mal).
Fehler werden mit Abzug von der insgesamt vom Fahrzeug gefahrenen Strecke bestraft. Zum Abzug führen Fehler wie z. B. das Verlassen der rechten Spur mit mehr als einem Rad (-5 Meter), Kollision mit Hindernis (-5 Meter) etc.
Die Strecke für die Endbewertung ergibt sich dann aus {\displaystyle Multiplikator\cdot \left(insgesamt\ gefahrene\ Strecke-Strafen\right)}.

### Dynamische Disziplin: Rundstrecke mit Hindernissen
In dieser Disziplin wird die Strecke des Free Drive um einige Elemente erweitert. Auf der Strecke sind statische (ortsfeste) und dynamische (sich bewegende) Hindernisse zu finden, die umfahren werden müssen. Zudem sind an reale Straßenverläufe angelehnte Elemente zu finden.
An Kreuzungen muss nach Schildern bzw. Stopp-/Halte-Linien gehalten werden und ggf. ist die Vorfahrt des Querverkehrs zu beachten. In Überholverbotszonen dürfen Hindernisse nicht überholt werden. Geschwindigkeitsbegrenzungen sind in Form von Bodenmarkierungen und Schildern vorhanden. Außerorts können Straßenabschnitte als Kraftfahrstraße ausgewiesen sein. In Vorstadtgebieten können Sperrflächen und Fußgängerübergänge angetroffen werden. Diese sollen, wie in der StVO beschrieben, behandelt werden.
Jedes Team startet mit einem Multiplikator von 1.0. Dieser kann, wie bei der Fahrt ohne Hindernisse, erhöht werden z. B. durch passieren Lassen von Fußgängern, Beachten der Vorfahrt/Geschwindigkeitsbegrenzung etc. Abzug gibt es bei einem fehlgeschlagenen Startversuch (-0.5, max. ein Mal).
Fehler auf der Strecke werden mit Abzug von der insgesamt vom Fahrzeug gefahrenen Strecke bestraft. Hierbei gibt es Fehler wie Verletzung des Sicherheitsabstands zu einem dynamischen Hindernis (-5 Meter), Überholvorgang im Kreuzungsbereich (-5 Meter) etc.
Die Strecke für die Endbewertung ergibt sich dann aus {\displaystyle Multiplikator\cdot \left(insgesamt\ gefahrene\ Strecke-Strafen\right)}.

### Endergebnis
Für das Endergebnis werden die einzelnen Scores aus den jeweiligen Disziplinen zusammengerechnet.

## Zeitleiste Carolo-Cup (2015–2019) / Master-Cup (ab 2020)
| Jahr | Teilnehmende Teams | Statische Disziplin (Punkte in Klammern) | Free-Ride und Parken (Punkte in Klammern) | Obstacle Course (Punkte in Klammern) | Endergebnis (Punkte in Klammern) | Endergebnis Erweiterter Hauptwettbewerb (Punkte in Klammern)             | Quelle               |
| --- | --- | --- | --- | --- | --- | ------------------------------------------------------------------------ | -------------------- |
| 2015 (10.02.2015)                                                                                           | - Berlin United – Racing Team (Freie Universität Berlin) - CDLC (TU Braunschweig) - FAUST (HAW Hamburg) - GalaXIs (RWTH Aachen) - ISF Löwen (TU Braunschweig) - KITcar (Karlsruher Institut für Technologie) - Lippe Coast Performance (Hochschule Hamm-Lippstadt) - MOOSE (Chalmers University of Technology) - OSCAR (Hochschule Osnabrück) - Ostfalia-Cup (Ostfalia HAW) - oTToCAR (Otto-von-Guericke-Universität Magdeburg) - S.A.D.I. (Westsächsische Hochschule Zwickau) - Spatzenhirn (Universität Ulm) - SRC MAMI (Moscow State University Of Mechanical Engineering) - THM (Technische Hochschule Mittelhessen) - Phoenix Robotics (TU München) - Wölfe (Ostfalia HAW) | | | | 1. Spatzenhirn (727) 2. CDLC (678) 3. KITcar (658) 4. Phoenix Robotics (532) 5. GalaXIs (504) 6. S.A.D.I. (465) 7. oTToCAR (435) 8. FAUST (409) 9. Berlin United – Racing Team (405) 10. Ostfalia-Cup (328) 11. MOOSE (328) 12. THM (315) 13. Lippe Coast Performance (301) 14. e.Wölfe (289) 15. OSCAR (210) 16. SRC MAMI (191) 17. ISF Löwen (158) |                                                                          | [ 14 ] [ 15 ]        |
| 2016 (09.02.2016)                                                                                           | - Berlin United ‐ Racing Team (Freie Universität Berlin) - GalaXIs (RWTH Aachen) - ISF Löwen (TU Braunschweig) - KITcar (Karlsruher Institut für Technologie) - movES (Hochschule Esslingen) - NaN (Hochschule für angewandte Wissenschaften Hamburg) - OSCAR (Hochschule Osnabrück) - Ostfalia‐Cup (Ostfalia HAW) - oTToCAR (Otto‐von‐Guericke-Universität Magdeburg) - Pegasus (Chalmers University of Technology) - Team CDLC (TU Braunschweig) - Team Spatzenhirn (Universität Ulm) - THM (TH Mittelhessen) - Phoenix Robotics (TU München) - Wolf (Ostfalia HAW) | | | | 1. Team CDLC (918) 2. GalaXIs (821) 3. ISF Löwen (808) 4. Phoenix Robotics (769) 5. NaN (646) 6. KITcar (574) 7. Team Spatzenhirn (528) 8. Ostfalia‐Cup (369) 9. Berlin United ‐ Racing Team (342) 10. Pegasus (318) 11. oTToCAR (302) 12. it:movES (257) 13. THM (244) 14. e.Wolf (233) 15. OSCAR (208)                                             |                                                                          | [ 16 ] [ 17 ]        |
| 2017 (07.02.2017)                                                                                           | Erweiterter Hauptwettbewerb - GalaXIs (RWTH Aachen) - ISF Löwen (TU Braunschweig) - Team CDLC (TU Braunschweig) - Team NaN (HAW Hamburg) Hauptwettbewerb - Cosmonaut (Chalmers University of Technology) - e.Wolf (Ostfalia HAW) - KITcar (Karlsruher Institut für Technologie) - OSCAR (Hochschule Osnabrück) - Ostfalia-Cup (Ostfalia HAW) - oTTOCar (Otto-von-Guericke Universität Magdeburg) - Phoenix Robotics (TU München) - Querlenker (Hochschule Karlsruhe) - Team Spatzenhirn (Universität Ulm) | 1. Team Spatzenhirn (243) 2. ISF Löwen (241) 3. e.Wolf (235) 4. Team NaN (235) 5. Team CDLC (288) 6. Phoenix Robotics (224) 7. KITcar (213) 8. GalaXIs (193) 9. OSCAR (187) 10. oTTOCar (163) 11. Ostfalia-Cup (159) 12. Querlenker (151) 13. Cosmonaut (105) | 1. Team CDLC (380 m) 2. Team Spatzenhirn (375 m) 3. KITcar (285 m) 4. e.Wolf (278 m) 5. ISF Löwen (226 m) 6. Phoenix Robotics (203 m) 7. Team NaN (199 m) 8. oTTOCar (184 m) 9. GalaXIs (142 m) 10. OSCAR (140 m) 11. Ostfalia-Cup (132 m) 12. Querlenker (39 m) 13. Cosmonaut (-37 m) In Klammern: Strecke unter Berücksichtigung der Strafen | 1. KITcar (175 m) 2. Team Spatzenhirn (136 m) 3. ISF Löwen (100 m) 4. Phoenix Robotics (61 m) 5. Ostfalia-Cup (4 m) 6. Team NaN (0 m) 7. Team CDLC (0 m) 8. Cosmonaut (0 m) 9. e.Wolf (-13 m) 10. oTTOCar (-36 m) 11. Querlenker (-57 m) 12. GalaXIs (-72 m) 13. OSCAR (-80 m) In Klammern: Strecke unter Berücksichtigung der Strafen | 1. Team Spatzenhirn (903) 2. KITcar (775) 3. Phoenix Robotics (662) 4. e.Wolf (470) 5. oTTOCar (358) 6. OSCAR (311) 7. Ostfalia-Cup (253) 8. Querlenker (177) 9. Cosmonaut (105) | 1. Team CDLC (920) 2. ISF Löwen (778) 3. Team NaN (369) 4. GalaXIs (288) | [ 18 ] [ 19 ]        |
| 2018 (14.02.2018)                                                                                           | - ISF Löwen (TU Braunschweig) - KITcar (Karlsruher Institut für Technologie) - NaN (HAW Hamburg) - Team CDLC (TU Braunschweig) - Team GalaXIs (RWTH Aachen) - Team Spatzenhirn (Universität Ulm) | 1. Team Spatzenhirn (256) 2. ISF Löwen (242) 3. Team CDLC (235) 4. NaN (234) 5. KITcar (234) 6. Team GalaXIs (189) | 1. Team CDLC (300) 2. KITcar (298) 3. Team Spatzenhirn (164) 4. Team GalaXIs (0) 5. ISF Löwen (0) 6. NaN (0) | 1. KITcar (400) 2. Team CDLC (307) 3. ISF Löwen (156) 4. Team GalaXIs (0) 5. Team Spatzenhirn (0) 6. NaN (0) | 1. KITcar (931) 2. Team CDLC (842) 3. Team Spatzenhirn (420) 4. ISF Löwen (398) 5. NaN (234) 6. Team GalaXIs (189) |                                                                          | [ 20 ]               |
| 2019 (05.02.2019)                                                                                           | - e.Wolf (Ostfalia Hochschule für angewandte Wissenschaften) - ISF Löwen (TU Braunschweig) - KITcar (Karlsruher Institut für Technologie) - Ostfalia-Cup (Ostfalia Hochschule für angewandte Wissenschaften) - Phoenix Robotics (TU München) - Team CDLC (TU Braunschweig) - Team Spatzenhirn (Universität Ulm) | 1. Team Spatzenhirn (248) 2. KITcar (236) 3. Team CDLC (233) 4. Ostfalia-Cup (229) 5. ISF Löwen (220) 6. e.Wolf (204) 7. Phoenix Robotics (165) | 1. Team Spatzenhirn (300) 2. KITcar (271) 3. e.Wolf (62) 4. Ostfalia-Cup (35) 5. ISF Löwen (0) 6. Team CDLC (0) 7. Phoenix Robotics (0) | 1. KITcar (400) 2. Team Spatzenhirn (367) 3. Team CDLC (331) 4. e.Wolf (104) 5. ISF Löwen (7) 6. Ostfalia-Cup (0) 7. Phoenix Robotics (0) | 1. Team Spatzenhirn (915) 2. KITcar (906) 3. Team CDLC (564) 4. e.Wolf (370) 5. Ostfalia-Cup (264) 6. ISF Löwen (227) 7. Phoenix Robotics (0) |                                                                          | [ 21 ] [ 22 ] [ 23 ] |
| 2020 (11.02.2020)                                                                                           | - e.Wolf (Ostfalia Hochschule für angewandte Wissenschaften) - ISF Löwen (TU Braunschweig) - KITcar (Karlsruher Institut für Technologie) - OSCAR (Hochschule Osnabrück) - Ostfalia-Cup (Ostfalia Hochschule für angewandte Wissenschaften) - Team CDLC (TU Braunschweig) - Team Spatzenhirn (Universität Ulm) | 1. Team Spatzenhirn (242) 2. KITcar (235) 3. Team CDLC (224) 4. ISF Löwen (200) 5. OSCAR (189) 6. e.Wolf (166) 7. Ostfalia-Cup (151) | 1. Team CDLC (300) 2. e.Wolf (233) 3. KITcar (187) 4. ISF Löwen (117) 5. OSCAR (42) 6. Team Spatzenhirn (0) 7. Ostfalia-Cup (0) | 1. KITcar (400) 2. e.Wolf (37) 3. Team Spatzenhirn (0) 4. Team CDLC (0) 5. OSCAR (0) 6. Ostfalia-Cup (0) 7. ISF Löwen (0) | 1. KITcar (822) 2. Team CDLC (524) 3. e.Wolf (436) 4. ISF Löwen (317) 5. OSCAR (231) 6. Team Spatzenhirn (0) 7. Ostfalia-Cup (0) |                                                                          | [ 24 ] [ 25 ] [ 26 ] |
| 2021 (25.01.2021 bis 12.02.2021) (Aufgrund der Corona-Pandemie online mit abweichenden Bewertungsmaßstäben) | - ISF Löwen (TU Braunschweig) - KITcar (Karlsruher Institut für Technologie) - Team CDLC (TU Braunschweig) - Team Spatzenhirn (Universität Ulm) | | | | 1. KITcar (355) 2. Team Spatzenhirn (353) 3. ISF Löwen (253) 4. Team CDLC (220) |                                                                          | [ 27 ] [ 28 ]        |
| 2022 (14.02.2022) (Aufgrund der Corona-Pandemie online mit abweichenden Bewertungsmaßstäben)                | - KITcar (Karlsruher Institut für Technologie) - Selfie (TU Warschau) - Team Spatzenhirn (Universität Ulm) | | | | 1. KITcar (340) 2. Team Spatzenhirn (286) 3. Selfie (220) |                                                                          | [ 29 ]               |
| 2023 (abgesagt)                                                                                             | | | | | |                                                                          | [ 3 ]                |

## Zeitleiste Junior-Cup (2015–2017) / Basic-Cup (ab 2018)
| Jahr                                                                                         | Teilnehmende Teams | Statische Disziplin (Punkte in Klammern) | Free-Ride und Parken (Punkte in Klammern) | Obstacle Course (Punkte in Klammern) | Endergebnis Basic-Cup (Punkte in Klammern) | Quelle                             |
| -------------------------------------------------------------------------------------------- | --- | --- | --- | --- | --- | ---------------------------------- |
| 2015 (10.02.2015)                                                                            | - GITrivES (Hochschule Esslingen) - Robotik-Club (TU Kaiserslautern) - VehicuUlm (Universität Ulm) | | | | 1. GITrivES (459) 2. VehicuUlm (145) 3. Robotik-Club (44) | [ 14 ] [ 15 ]                      |
| 2016 (09.02.2016)                                                                            | - Querlenker (Hochschule Karlsruhe) | | | | 1. Querlenker | [ 16 ]                             |
| 2017 (07.02.2017)                                                                            | - Die Eidgenossen (Universität Basel) | | | | 1. Die Eidgenossen | [ 19 ]                             |
| 2018 (14.02.2018)                                                                            | - AAutonomous (Hochschule Aalen) - C.A.F.Ka (Hochschule Karlsruhe) - Die Eidgenossen (Universität Basel) - e.Wolf (Ostfalia Hochschule für angewandte Wissenschaften) - HannoMobil (Hochschule Hannover) - it:movES (Hochschule Esslingen) - OSCAR (Hochschule Osnabrück) - oTToCar (Otto-von-Guericke-Universität Magdeburg) - Phoenix Robotics (TU München) - RoBoss (Karlsruher Institut für Technologie) - Selfie (TU Warschau) - SmartTube (TU Berlin) - TeamWorstCase (HAW Hamburg) - TU-Smart (Tongji-Universität) | 1. e.Wolf (217) 2. Phoenix Robotics (214) 3. it:movES (205) 4. oTToCar (195) 5. OSCAR (192) 6. Selfie (188) 7. Die Eidgenossen (186) 8. C.A.F.Ka (177) 9. SmartTube (155) 10. RoBoss (153) 11. TU-Smart (141) 12. TeamWorstCase (140) 13. AAutonomous (121) 14. GAP (0) 15. HannoMobil (0) | 1. Phoenix Robotics (300) 2. e.Wolf (139) 3. OSCAR (84) 4. TU-Smart (64) 5. AAutonomous (3) 6. SmartTube (0) 7. TeamWorstCase (0) 8. oTToCar (0) 9. it:movES (0) 10. HannoMobil (0) 11. RoBoss (0) 12. Selfie (0) 13. Die Eidgenossen (0) 14. C.A.F.Ka (0) 15. GAP (0) | 1. Phoenix Robotics (300) 2. SmartTube (0) 3. OSCAR (0) 4. HannoMobil (0) 5. e.Wolf (0) 6. oTToCar (0) 7. it:movES (0) 8. C.A.F.Ka (0) 9. Selfie (0) 10. TU-Smart (0) 11. TeamWorstCase (0) 12. RoBoss (0) 13. GAP (0) 14. Die Eidgenossen (0) 15. AAutonomous (0) | 1. Phoenix Robotics (814) 2. e.Wolf (356) 3. OSCAR (276) 4. TU-Smart (205) 5. it:movES (205) 6. oTToCar (195) 7. Selfie (188) 8. Die Eidgenossen (186) 9. C.A.F.Ka (177) 10. SmartTube (155) 11. RoBoss (153) 12. TeamWorstCase (140) 13. AAutonomous (124) 14. HannoMobil (0) 15. GAP (0) | [ 20 ] [ 30 ] [ 31 ]               |
| 2019 (05.02.2019)                                                                            | - C.A.F.Ka (Hochschule Karlsruhe) - Deep Mint (Universität Basel) - it:movES (Hochschule Esslingen) - OSCAR (Hochschule Osnabrück) - oTToCar (Otto-von-Guericke-Universität Magdeburg) - Selfie (TU Warschau) - SmartTube (TU Berlin) - SUFF (Hochschule RheinMain) - Team GalaXIs (RWTH Aachen) - TU-Smart (Tongji-Universität) | 1. OSCAR (208) 2. it:movES (195) 3. TU-Smart (178) 4. C.A.F.Ka (162) 5. oTToCar (161) 6. Deep Mint (156) 7. Team GalaXIs (154) 8. SmartTube (134) 9. Selfie (131) 10. SUFF (100) | 1. OSCAR (300) 2. it:movES (165) 3. Selfie (43) 4. TU-Smart (33) 5. oTToCar (29) 6. C.A.F.Ka (14) 7. Team GalaXIs (0) 8. SmartTube (0) 9. Deep Mint (0) 10. SUFF (0)                                                                                                   | 1. OSCAR (300) 2. it:movES (273) 3. oTToCar (0) 4. Team GalaXIs (0) 5. TU-Smart (0) 6. SmartTube (0) 7. SUFF (0) 8. C.A.F.Ka (0) 9. Selfie (0) 10. Deep Mint (0)                                                                                                   | 1. OSCAR (808) 2. it:movES (634) 3. TU-Smart (210) 4. oTToCar (190) 5. C.A.F.Ka (176) 6. Selfie (173) 7. Deep Mint (156) 8. SmartTube (134) 9. Team GalaXIs (0) 10. SUFF (0) | [ 21 ] [ 22 ] [ 23 ] [ 32 ] [ 33 ] |
| 2020 (11.02.2020)                                                                            | - BABA (TU Sofia) - C.A.F.Ka (Hochschule Karlsruhe) - cITIcar (Technische Hochschule Mittelhessen) - DAS LEMMA (HAW Hamburg) - Deep Mint (Universität Basel / DHBW Lörrach) - DHBW SmartRollers (DHBW Stuttgart) - HS Kempten (HS Kempten) - it:movES (Hochschule Esslingen) - oTToCar (Otto-von-Guericke-Universität Magdeburg) - Selfie (TU Warschau) - Team GalaXIs (RWTH Aachen) - TeamWorstCase (HAW Hamburg) | 1. TeamWorstCase (221) 2. Selfie (182) 3. Deep Mint (171) 4. oTToCar (159) 5. DAS LEMMA (142) 6. C.A.F.Ka (139) 7. cITIcar (138) 8. HS Kempten (129) 9. it:movES (127) 10. DHBW SmartRollers (81) 11. Team GalaXIs (62) 12. BABA (0)                                                       | 1. TeamWorstCase (300) 2. Selfie (159) 3. DAS LEMMA (82) 4. cITIcar (52) 5. Deep Mint (35) 6. HS Kempten (31) 7. oTToCar (23) 8. C.A.F.Ka (2) 9. DHBW SmartRollers (1) 10. it:movES (0) 11. BABA (0) 12. Team GalaXIs (0)                                              | 1. TeamWorstCase (300) 2. Selfie (231) 3. it:movES (186) 4. cITIcar (19) 5. Deep Mint (9) 6. DAS LEMMA (9) 7. DHBW SmartRollers (0) 8. oTToCar (0) 9. BABA (0) 10. C.A.F.Ka (0) 11. HS Kempten (0) 12. Team GalaXIs (0)                                            | 1. TeamWorstCase (821) 2. Selfie (571) 3. it:movES (313) 4. DAS LEMMA (233) 5. Deep Mint (214) 6. cITIcar (209) 7. oTToCar (182) 8. HS Kempten (160) 9. C.A.F.Ka (140) 10. DHBW SmartRollers (82) 11. Team GalaXIs (62) 12. BABA (0)                                                       | [ 24 ] [ 25 ] [ 26 ]               |
| 2021 (12.02.2021) (Aufgrund der Corona-Pandemie online mit abweichenden Bewertungsmaßstäben) | - Selfie (TU Warschau) - it:movES (Hochschule Esslingen) - DHBW Smart Rollerz (DHBW Stuttgart) - oTToCar (Otto-von-Guericke-Universität Magdeburg) | | | | 1. Selfie (262) 2. it:movES (238) 3. DHBW Smart Rollerz (195) 4. oTToCar (173) | [ 28 ]                             |
| 2022 (14.02.2022) (Aufgrund der Corona-Pandemie online mit abweichenden Bewertungsmaßstäben) | - cITIcar (Technische Hochschule Mittelhessen) - DHBW SmartRollers (DHBW Stuttgart) - it:movES (Hochschule Esslingen) - Ostfalia-Cup (Ostfalia Hochschule für angewandte Wissenschaften) - oTToCar (Otto-von-Guericke-Universität Magdeburg) - Team GalaXIs (RWTH Aachen) | | | | 1. Team GalaXIs (328) 2. it:movES (237) 3. DHBW Smart Rollerz (209) 4. Ostfalia-Cup (166) 5. oTToCar (153) 6. cITIcar (142) | [ 29 ]                             |
| 2023 (abgesagt)                                                                              | | | | | | [ 3 ]                              |

## VDI-Sonderpreis für geringstes Gesamtgewicht (2016–2020)
| Jahr | Platzierung | Quelle |
| ---- | --- | ------ |
| 2016 | 1. NaN (1,85 kg) | [ 34 ] |
| 2017 | 1. NaN (1,15 kg) | [ 35 ] |
| 2018 | 1. NaN (knapp 1 kg) | [ 36 ] |
| 2019 | 1. e.Wolf (2,05 kg) | [ 37 ] |
| 2020 | 1. OSCAR (1,8 kg) Ostfalia-Cup (1,8 kg) 2. DAS LEMMA (1,9 kg) 3. ISF Löwen (1,95 kg) 4. Deep Mint (3,3 kg) 5. Selfie (3,7 kg) 6. Team Spatzenhirn (4 kg) |        |